# Tetragnatha nigrita
Tetragnatha nigrita este o specie de păianjeni din genul Tetragnatha, familia Tetragnathidae, descrisă de Lendl, 1886. Conform Catalogue of Life specia Tetragnatha nigrita nu are subspecii cunoscute.